# Jespák velký
Jespák velký (Calidris tenuirostris) je statný druh slukovitého ptáka, který hnízdí na severovýchodní Sibiři a na zimu táhne hlavně do Austrálie, ale také do jihovýchodní a jižní Asie a na Arabský poloostrov.

## Systematika
Druh popsal americký přírodovědec Thomas Horsfield v roce 1821. Jespák velký se řadí do početného rodu Calidris v rámci čeledi slukovitých. Netvoří žádné poddruhy. Druhové jméno tenuirostris pochází z latinského tenuis („útlý“) a rostrum („zobák“).

## Rozšíření a populace
Jespák velký hnízdí na severovýchodní Sibiři. Na zimu táhne hlavně do Austrálie, částečně i do pobřežních oblastí jihovýchodní Asie, Indie, Bangladéše, Pákistánu a Arabského poloostrova. Během tahu dokáže urazit i tisíce kilometrů. Pro jespáky jsou zcela klíčové tahové zastávky v oblasti Žlutého moře, na kterých doplňují energetické zásoby.
K roku 2007 se celková populace odhadovala 292–295 tisíc jedinců.

## Popis
Délka těla dosahuje 26–28 cm, křídlo je dlouhé 17–20 cm, zobák 3,9–4,7 cm, běhák 3,2–3,8 cm, ocas 5,6–7 cm. Jedná se o šedobíle zbarveného statného jespáka s delším tmavým zobákem a poměrně dlouhým krkem. Ve svatebním šatu jsou hlava a krk výrazně flekovány šedou barvou s černými skvrnami na hrudi a na bocích, přičemž na hrudi je flekování tak husté, že vypadá jako jednolitá tmavě šedá až černá. Svrchní partie jsou jinak tmavě šedé, občas flekovány světle šedě. Břicho a spodina jsou bílé s černými flíčky. Některá pera na ramenních perutích se barví do kaštanové až červené. V prostém šatě je opeření fádnějších šedých barev, bez výrazné tmavé hrudi a s šedými skvrnami od krku až k bokům. Břicho a spodina jsou bílé bez černých flíčků.

## Biologie

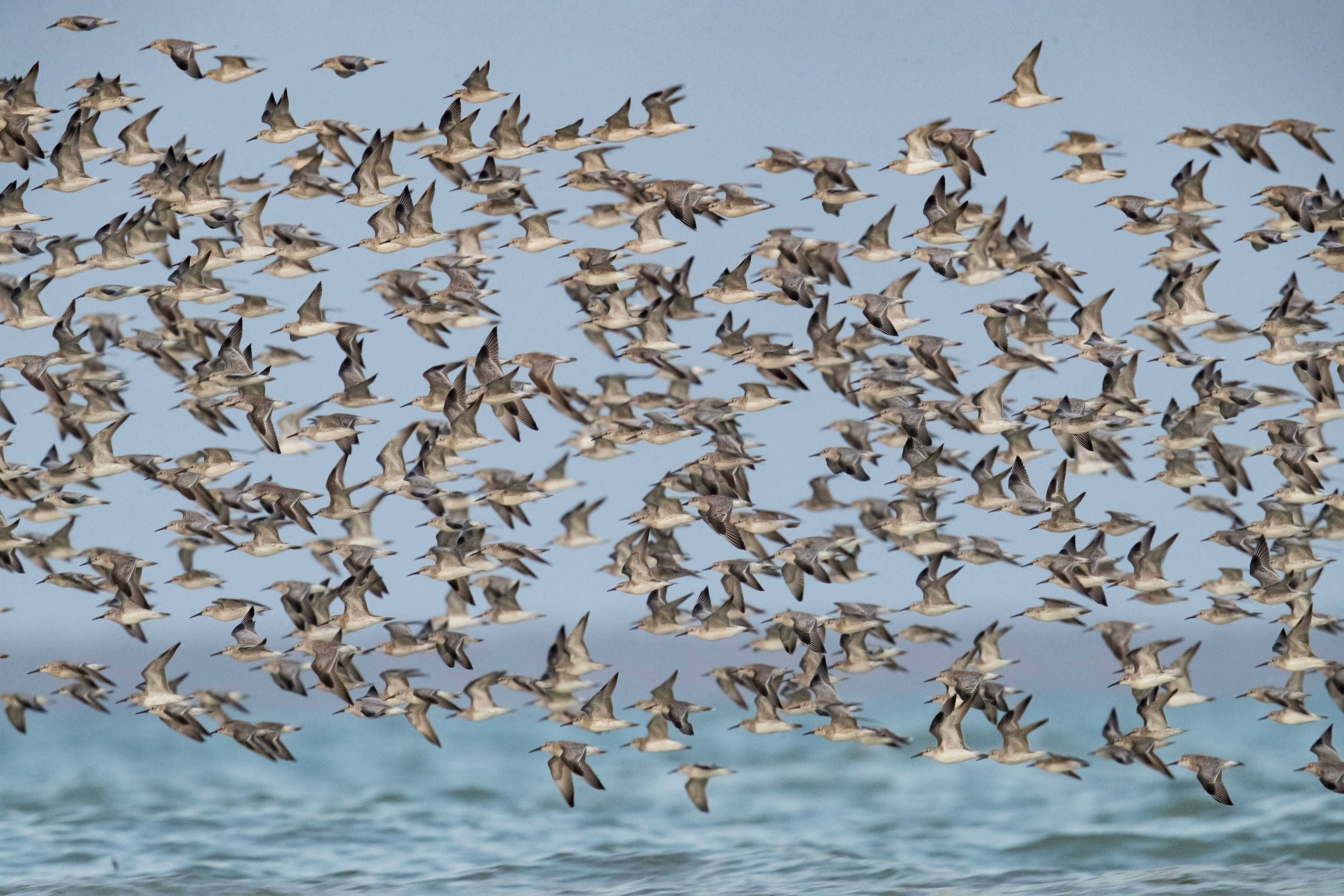
Obří hejno jespáků velkých

V zimním období se jespáci velcí nachází prakticky pouze v pobřežních oblastech, i když v Austrálii výjimečně zalétávají i do řek ve vnitrozemí. Ke sběru potravy dochází v bahnitých březích v malých skupinkách, přičemž jespáci nezůstávají na jednom místě déle než několik dní. Na hnízdištích pojídají hlavně rostlinný materiál jako jsou bobule (např. šicha černá). Ptáčata se krmí výhradně hmyzem (hlavně larvami) a pavouky. Na zimovištích pojídají mj. mlže, korýše, plže, ostnokožce a kroužkovce. Na zimovištích sbírají potravu v malých skupinkách, avšak na tahových zastávkách tvoří hejna o stovkách až tisících jedincích, kteří společně sbírají potravu na wattových březích.
K hnízdění dochází od konce května do konce června. Snůšku tvoří cca 4 vejce, inkubují oba partneři. O mláďata se stará patrně jen samec, který v případě nebezpečí brání hnízdo předstíráním zranění, čímž se snaží strhnout pozornost predátora na sebe. Někdy v červenci jespáci opouští svá hnízdiště a na zimovištích přilétávají mezi srpnem a říjnem. V březnu a dubnu táhnou zpět na svá hnízdiště. Juvenilní jedinci často vynechají první hnízdní sezónu a zůstávají na zimovištích po celý rok.

## Ohrožení
Jespák velký je ohrožený druh. Na vině je především úbytek stanovišť v oblasti tahových zastávek ve Žlutém moři, kde dochází k zástavbě wattového pobřeží pro různé účely (infrastruktura, akvakultura, průmysl). Snad nejvýraznější populační úbytek nastal po zatarasení přílivové mělčiny Saemangeum, která byla prakticky odříznuta od otevřeného moře, a jespáci odtamtud úplně vymizeli. Odhaduje se, že následkem přehrazení Saemangeumu uhynulo kolem 90 000 jespáků velkých. Následkem úbytku a degradace habitatu na tahových zastávkách ve Žlutém moři došlo mezi lety cca 1997–2019 až k 78% populačnímu poklesu.